# Wonocolo
Wonocolo é um kecamatan (subdistrito) da cidade de Surabaia, na Província Java Oriental, Indonésia.

## Keluharan
Wonocolo possui 5 keluharan:
- Sidoresmo
- Bendulmerisi
- Margorejo
- Jemur Wonosari
- Siwalankerto